# Giovanni Castiglione (1420-1460)
Giovanni Castiglione   (Milà, 1420 - Macerata, 14 d'abril de 1460) fou un cardenal i bisbe italià.

## Biografia
Va néixer en una família noble, fill de Maffiolo Castiglione i Angela Lampugnani.
El 2 de setembre de 1444 va ser nomenat bisbe de Coutances i el 3 d'octubre de 1453 va ser traslladat a la seu de Pavia.
Va ser legat papal a Anglaterra i Alemanya per promoure la croada contra els turcs.
Va ser creat cardenal prevere pel papa Calixt III al consistori del 17 de desembre de 1456 i el 9 de març de 1457 va rebre el títol cardenalici de San Clemente.
Va participar en el conclave de 1458, que va escollir el papa Pius II.
Legat a latere a la zona d'Ancona, va ser abat comendatari del monestir de Sant'Abbondio de Como el 1458.
Va morir a Macerata el 14 d'abril de 1460 i va ser enterrat a la tomba familiar de Milà.